# جون بيترمان
جون بيترمان (بالإنجليزية: John Peterman)‏ هو رائد أعمال أمريكي، ولد في 1941 في ويست نياك في الولايات المتحدة.

## وصلات خارجية
- جون بيترمان على موقعبيزبول رفرنس.كوم (الدوري الثانوي) (الإنجليزية)